# Senecio racemosus
Senecio racemosus là một loài thực vật có hoa trong họ Cúc. Loài này được (M.Bieb.) DC. miêu tả khoa học đầu tiên năm 1838.